# Achern

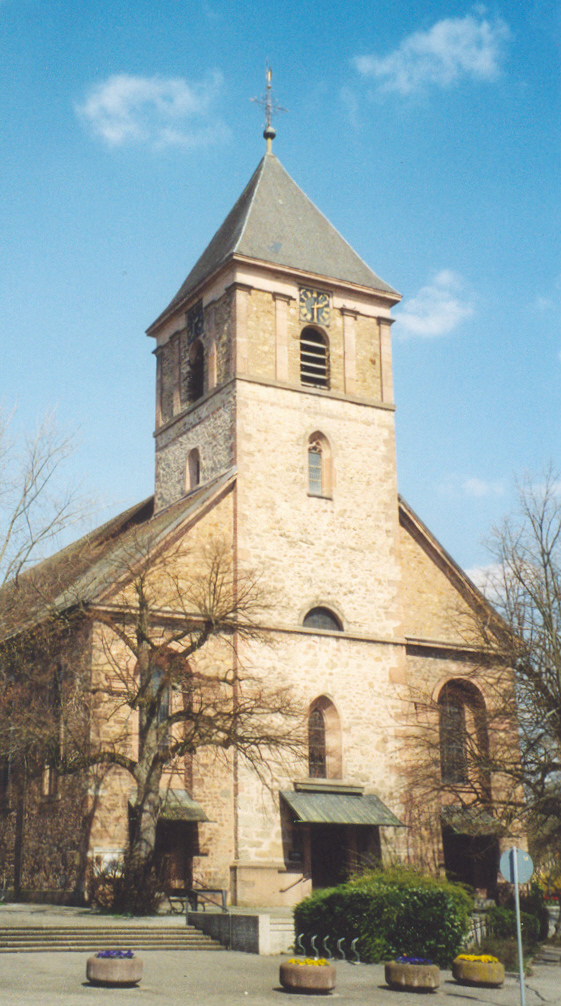

Achern (prononcé en allemand : [ˈaxɐn] ) est une ville située en Allemagne, dans l'arrondissement de l'Ortenau en Bade-Wurtemberg à une vingtaine de kilomètres de la frontière française (Gambsheim).

## Géographie
Achern est située au pied de la Forêt-Noire, près du sommet le plus élevé de sa région septentrionale, le Hornisgrinde (qui a également abrité une base militaire de renseignement), à l'entrée de la vallée de l'Acher, affluent du Rhin, qui traverse la ville du sud-est au nord-ouest.

## Histoire
| Appartenances historiques Margraviat de Bade 1334-1351 Principauté épiscopale de Strasbourg 1351-1405 Palatinat du Rhin 1405-1504 Comté de Fürstenberg 1504-1551 Autriche antérieure 1551-1805 Électorat de Bade 1805–1806 Grand-duché de Bade 1806–1918 République de Weimar 1918–1933 Reich allemand 1933–1945 Allemagne occupée 1945–1949 Allemagne de l'Ouest 1949–1990 Allemagne 1990–présent |

Jusqu'en 1805, la ville faisait partie du territoire de l'Ortenau, qui était un domaine des Habsbourg d'Autriche. Sous Napoléon, la ville fut incorporée dans le Grand-duché de Bade. Elle joua un certain rôle pendant la révolution allemande de mars 1848.
Entre 1951 et 1991, la ville d'Achern accueille le 601e régiment de circulation routière français. Il stationne au quartier SAINT EXUPERY. Il sera célèbre entre autres par son équipe d’acrobates militaires à moto.

## Administration
Outre la ville d'Achern, font partie de la municipalité :
- Oberachern (rattachée en 1971) ;
- Fautenbach, Gamshurst, Großweier, Mösbach, Önsbach, Sasbachried et Wagshurst (rattachées en 1973).

## Jumelage
- Morez (France)

## Bâtiments remarquables
- La chapelle Saint-Nicolas.
- L'Illenau, ancienne maison de santé psychiatrique construite en 1842. De la fin la seconde mondiale à 1999 elle fut occupée par les forces françaises (quartier Turenne) en particulier par la base aérienne 178.
- il y avait aussi le 42e régiment de transmissions.

## Personnalités
- Oscar Burkard, militaire américain.
- Johannes Hentschel, (1908-1982) électromécanicien allemand chargé de l'alimentation électrique des appartements d'Adolf Hitler dans la Chancellerie du Reich (Reichskanzlei). Il est le dernier à quitter le Führerbunker.
- Friedrich Engesser, ingénieur allemand mort dans cette commune.
- François-Ignace Derendinger, né en 1775 à Achern, restaurateur, cultivateur et brasseur qui fut en 1805 l'introducteur de la culture du houblon dans le département du Bas-Rhin en France.